# Фолман, Жаксон
Жаксон Рагнар Фолман, известный также как просто Фолман (порт. Jakson Ragnar Follmann) (14 марта 1992 года в Алекрине, Риу-Гранди-ду-Сул, Бразилия) — бразильский футболист, выступавший на позиции вратаря. Один из немногих игроков команды «Шапекоэнсе», переживших авиакатастрофу над Колумбией.
После авиакатастрофы стал клубным послом «Шапекоэнсе». С 2017 года работает комментатором на Fox Sports Brasil. В декабре 2019 года стал победителем третьего сезона песенного шоу PopStar на телеканале Globo.

## Биография
Воспитанник академии «Гремио». С 2010 года выступал за молодёжный состав «Жувентуде» (с 2011 года — в первой команде). Дебютировал на профессиональном уровне сразу же против одного из грандов бразильского футбола и одного из сильнейших клубов Южной Америки на стыке десятилетий — «Интернасьонала». Матч между этими командами 17 марта завершился крупной победой «Интера» — 7:0, однако при этом вратарь-дебютант совершил в этой игре несколько сейвов, не дав сделать счёт ещё более крупным. Жаксон сыграл за «Жувентуде» в 2012 году ещё в четырёх матчах Лиги Гаушу, в которых пропустил два гола. Также он сыграл в 10 матчах Серии D и пропустил в них восемь голов. Кроме того, Фолман сыграл в двух матчах Кубка Бразилии 2012, из которого «Жувентуде» вылетел, проиграв «Португезе» (0:4, 2:0).
В 2013—2014 годах Жаксон боролся за место в основе родного «Гремио». Но за два года ему удалось сыграть только в четырёх матчах Лиги Гаушу.
В 2015 году Фолман перешёл в «Линенсе». За год он сыграл лишь один тайм в матче против «Итуано» в рамках Лиги Паулисты. В 2016 году Фолман стал основным вратарём команды УРТ в первенстве Лиги Минейро. За команду из Патус-ди-Минаса Жаксон сыграл в 12 матчах, в которых пропустил 11 голов.
19 мая 2016 года Фолман перешёл в клуб Серии A «Шапекоэнсе». В этой команде у него был статус третьего вратаря, однако обоим основным вратарям было уже за 30 лет, поэтому покупка Жаксона руководством «Шапе» расценивалась как перспектива на будущее. Жаксон сыграл за основной состав «Шапекоэнсе» только в одной игре, ставшей одновременно его дебютом в международном матче, хотя и противостоял «зелёным» другой бразильский клуб. В предварительной стадии Южноамериканского кубка «Шапекоэнсе» в гостях уступил «Куябе» с минимальным счётом 0:1. В ответном матче, в котором ворота «Шапе» защищал уже Данило Падилья, команда одержала победу 3:1 и вышла в 1/8 финала.
28 ноября 2016 года Фолман оказался одним из шести оставшихся в живых после падения самолёта BAe 146 рейса 2933 во время полёта из Санта-Круса (Боливия) в Медельин (Колумбия). В результате катастрофы Фолман получил травмы, в связи с которыми голкиперу пришлось ампутировать (по колено) правую ногу.
20 октября 2017 года Жаксон женился на Андресе Перковски. Изначально свадьба планировалась на 16 декабря 2017 года, но из-за авиакатастрофы церемонию перенесли. По состоянию на август 2018 года Фолман является членом Директората «Шапекоэнсе» и футбольным послом клуба.
29 декабря 2019 года Фолман одержал победу в финале третьего сезона песенного шоу PopStar на телеканале Globo. Он сумел опередить Элгу Немецчик и получил главный приз в размере 250 тыс. реалов
8 февраля 2020 года у Жаксона и Андресы родился первенец, которого назвали Жуакин.

## Достижения
- Чемпион молодёжной Лиги Гаушу (до 20 лет) (1): 2010
- Обладатель Южноамериканского кубка (1): 2016 (по просьбе соперников[9])